# Live at the Fillmore East December 1969
Live at the Fillmore East December 1969 è un album dal vico del gruppo musicale britannico The Nice, registrato nel 1969 e pubblicato dalla Virgin nel 2009.

## Storia
L'album è tratto da due concerti che The Nice tennero al Fillmore East di New York, il 19 e 20 dicembre 1969, durante l'ultima loro tournée degli Stati Uniti d'America, svoltasi tre mesi prima del loro scioglimento. Rispetto ad altri dischi dal vivo del gruppo pubblicati in precedenza, qui le novità di rilievo sono le due suite Ars Longa Vita Brevis e The Five Bridges Suite (quest'ultima priva dei movimenti di apertura e chiusura presenti sull'omonimo album del 1970) e il brano strumentale War and Peace dall'album d'esordio The Thoughts of Emerlist Davjack (1968). La cover del brano Country Pie di Bob Dylan, come già la versione contenuta in Five Bridges, include accenni dal Concerto Brandeburghese n. 6 BWV 1051 di Johann Sebastian Bach, sebbene le note di copertina di quest'album non ne facciano menzione.

## Tracce
CD 1
1. Rondo (strumentale) – 6:29 (Brian Davison, Keith Emerson, Lee Jackson, Davy O'List)
2. Ars Longa Vita Brevis – 13:25 (Davison, Emerson, Jackson, O'List)
3. Little Arabella – 6:14 (Emerson, Jackson)
4. She Belongs to Me – 13:18 (Bob Dylan, arr. The Nice)

Durata totale: 39:26
CD 2
1. Country Pie – 5:52 (Dylan, arr. The Nice)
2. Five Bridges Suite (abbreviata) – 13:40 (Emerson, Jackson)
3. Hang on to a Dream – 7:30 (Tim Hardin, arr. The Nice)
4. Intermezzo: Karelia Suite (strumentale) – 12:24 (musica: Jean Sibelius, arr. Emerson, Jospeh Eger)
5. America (strumentale) – 7:24 (musica: Leonard Bernstein, arr. The Nice)
6. War and Peace (strumentale) – 5:20 (Davison, Emerson, Jackson, O'List)

Durata totale: 52:10

## Formazione
- Brian Davison – batteria, percussioni, fischietti
- Keith Emerson – pianoforte, organo Hammond, cori
- Lee Jackson – basso elettrico, voce

## Crediti
- Eddie Kramer – * tecnico del suono
- Mark Powell – ricerca e compilazione del materiale, note di copertina, ** missaggio
- Ben Wiseman – ** missaggio
- Paschal Byrne – ** masterizzazione a 24 bit
- Phil Smee – grafica di copertina

* Fillmore East, New York, dicembre 1969
** The Audio Archiving Company, Londra, gennaio 2009